# 奥村奈津美
奥村 奈津美（おくむら なつみ、1982年5月21日 - ）は、日本の女性フリーアナウンサー、防災士。ノースプロダクション所属。

## 経歴
東京都出身。立教大学社会学部在学中に、「ミス新浦安祭」でグランプリを受賞した。
2005年10月、広島ホームテレビに契約アナウンサーとして入社。主にバラエティ番組や通販コーナーなどで活躍した。2008年8月末で退社し翌月仙台へ移り、東日本放送に報道部アナウンサーとして入社。ここでは一転報道番組の担当となった。
しかしいずれも有期契約職であったのか、2011年3月を以って東日本放送退社。再び広島へ戻り、2011年4月から2013年3月までNHK広島放送局の契約キャスターになった。
2013年4月から2017年3月までオーケープロダクションに所属。はなまるマーケット（TBSテレビ）、NHKジャーナル（NHKラジオ第一）などに出演。
2017年4月、ノースプロダクションに移籍し、2018年12月まで『ニュースウオッチ9』のニュースリーダーを担当。
2017年4月22日に入籍を発表した。公式ホームページで2019年2月24日に妊娠を発表し、3月31日に出産したことを発表した。
調理師免許を取得している。
産後は「防災アナウンサー」として活動をスタート。防災士、福祉防災認定コーチ、防災教育推進協会講師、防災住宅研究所理事、東京都防災コーディネーターとして活動。
2020年に環境省森里川海プロジェクトアンバサダーに就任。
2020年5月からオンライン防災訓練を主催。2年間で60回以上開催。
2021年3月、初の著書「子どもの命と未来を守る! 「防災」新常識 パパ、ママができる!!水害・地震への備え」を出版。Amazon売れ筋ランキング2位を獲得。

## 出演

### 過去

#### テレビ朝日
- GAME BREAK - 「NEW禁断の社長プレイ」コーナーゲスト（2002年11月20日）大学生時代

#### 広島ホームテレビ
- 中野浩一のK-ファン - ナビゲーター（2006年4月 - 2007年3月）
- HOME Jステーション - キャスター（2007年4月）
- HOMEネットショッピングSP（2007年12月22日 24:45~25:15放送、メディア開発部の井村尚嗣と共演）
『アグレッシブですけど、何か?』の穴埋め番組
- ひろしま菜'S
- アグレッシブですけど、何か?（2007年6月 -）
- HOME SHOPPING（広島ホームテレビ独自のスポットCM） - ナビゲーター
- 広島県の大型観光キャンペーン!「ええじゃん　冬の広島県」 - リポーター

#### 東日本放送
- パネルクイズ アタック25女性アナウンサー大会（ABC、2009年1月11日） - 佐藤千晶とペアを組み出場し優勝。
- スーパーJチャンネルみやぎ（月 - 金）

#### NHK広島
- お好みワイドひろしま　（2011年3月末 - 2013年3月22日）（隔週交替で担当）

#### フリー転向後
- はなまるマーケット（TBSテレビ） - はなまるアナ（2013年4月 - 2014年3月）
- NHKジャーナル（NHKラジオ第1） - サブキャスター（2014年3月31日 - 2017年3月31日）
- ニュースウオッチ9（NHK総合）  ナレーター（2017年4月3日 - 2018年12月28日）
- 荻上チキSession（TBSラジオ）（防災士として不定期）
- おはよう日本（NHK）
- あさイチ（NHK）[11]
- 首都圏ネットワーク（NHK）[12]
- 明日をまもるナビ（NHK）[13]
- その日のために～潜入！防災技術最前線～（BSテレ東）